# Vernonia huillensis
Vernonia huillensis là một loài thực vật có hoa trong họ Cúc. Loài này được Hiern miêu tả khoa học đầu tiên.